# Tom Everett Scott
Thomas Everett Scott (* 7. září 1970, East Bridgewater, Massachusetts, USA) je americký herec. Objevil se ve filmech, To je náš hit!, Americký vlkodlak v Paříži, Riziko, Jediná správná věc, Mrtvý na univerzitě, Milostný dopis, Vdáš se, a basta! nebo La La Land.
Na televizních obrazovkách se proslavil hlavní rolí detektiva Russella Clarka v televizním seriálu Policajti z L. A. nebo rolí Charlese Garnetta v seriálu Z Nation a poté vedlejšími rolemi v seriálech Pohotovost, Kráska a zvíře, Scream, Království a 13 Reasons Why. V současné době hraje v komedii I'm Sorry.

## Životopis
Scott se narodil ve East Bridgewater v Massachusetts. Je synem Cynthie (rozené Pierce), která pracuje jako obchodní zástupkyně a Williama Josepha Scotta, který pracoval jako inženýr. Zemřel v roce 2007. Navštěvoval univerzitu Syracuse University v roce 1992, kde původně studoval obor komunikace, ale nakonec se věnoval dramatu.

## Kariéra
Jeho první větší role přišla s rolí Matthewa v sitcomu Grace v jednom kole. V roce 1996 získal roli Guye Pattersona ve filmu To je náš hit!.
Několik větších rolí získal například ve filmech Americký vlkodlak v Paříži, Mrtvý na univerzitě, Milostný dopis, Riziko nebo Sexy párty. Během let 2002 a 2003 hrál vedlejší roli v televizním seriálu Pohotovost. Menší role si zahrál v seriálech Will a Grace, Saved a Zákon gangu. Po boku Mandy Moore se objevil v komedii Vdáš se, a basta!.  Roli Jacka si zahrál v komediálním seriálu stanice ABC Cashmere Mafia v roce 2008. V roce 2009, on se objevil ve čtyřech dílech seriálu Zákon a pořádek. Během let 2009 až 2013 hrál detektiva Russella Clarka v seriálu Policajti z L. A..
Během let 2009 až 2013 si zahrál ve filmech Útěk na Horu čarodějnice, Tanner Hall, Máma mezi Marťany, Rodičovský manuál a Smrtelná aliance. Roli Sama Landona si zahrál v seriálu Kráska a zvíře, roli Kevina Duvala v seriálu Scream, roli Charlese Garnetta v seriálu Z Nation a roli Williama v seriáluKrálovství. V roce 2016 se objevil v úspěšném filmu La La Land. V roce 2017 si zahrál ve filmu Deník malého poseroutky: Výlet za všechny peníze. V současné době hraje hlavní roli v sitcomu I'm Sorry.

## Osobní život
V roce 1997 se oženil s herečkou Jenni Gallagher. Dvojice má dvě děti.

## Filmografie

### Film
| Rok  | Název                                            | Role              | Poznámky |
| ---- | ------------------------------------------------ | ----------------- | -------- |
| 1996 | To je náš hit!                                   | Guy Patterson     |          |
| 1997 | Americký vlkodlak v Paříži                       | Andy McDermott    |          |
| 1998 | Jediná správná věc                               | Brian Gulden      |          |
| 1998 | Mrtvý na univerzitě                              | Josh Miller       |          |
| 1998 | River Red                                        | Dave Holden       |          |
| 1999 | Milostný dopis                                   | Johnny Howell     |          |
| 1999 | Top of the Food Chain                            | Guy Fawkes        |          |
| 2000 | Attraction                                       | Garrett           |          |
| 2000 | Riziko                                           | Michael Brantley  |          |
| 2002 | Sexy párty                                       | Elliot Grebb      |          |
| 2005 | Sexuální život                                   | Todd              |          |
| 2006 | Air Buddies – Štěnata                            | Buddy (hlas)      |          |
| 2007 | Vdáš se, a basta!                                | Jason Grant       |          |
| 2008 | Snow Buddies                                     | Buddy (hlas)      |          |
| 2009 | Útěk na Horu čarodějnice                         | Mathesone         |          |
| 2009 | Tanner Hall                                      | Gio               |          |
| 2011 | Máma mezi Marťany                                | Milův táta (hlas) |          |
| 2012 | Rodičovský manuál                                | Phil Simmons      |          |
| 2012 | Santa Paws 2: The Santa Pups                     | Santa Paws (hlas) |          |
| 2013 | Smrtelná aliance                                 | Henry Taylor      |          |
| 2015 | Město statečných                                 | Jim               |          |
| 2015 | Forever                                          | Fredu             |          |
| 2016 | La La Land                                       | Davide            |          |
| 2016 | Vanished: Left Behind – Next Generation          | Damone            |          |
| 2017 | The Last World                                   | Ronald Odom       |          |
| 2017 | Deník malého poseroutky: Výlez za všechny peníze | Frank Heffley     |          |
| 2018 | Collusions                                       | Martin            |          |
| 2018 | Danger One                                       | Děkan             |          |
| 2018 | Back Roads                                       | Brad Mercer       |          |
| 2019 | I Hate Kids                                      | Nick Pearson      |          |
| 2020 | Clouds                                           | Rob Sobiech       |          |
| 2020 | Sister of the Groom                              | Ethan             |          |
| 2021 | Finding You                                      | Montgomery Rush   |          |

### Televize
| Rok        | Název                              | Role                          | Poznámky                                                        |
| ---------- | ---------------------------------- | ----------------------------- | --------------------------------------------------------------- |
| 1993       | Zákon a pořádek                    | Charles Wilson                | díl: „Pride and Joy“                                            |
| 1994       | CBS Schoolbreak Special            | Matt Hansen                   | díl: „Love in the Dark Ages“                                    |
| 1995–1997  | Grace v jednom kole                | Matthew                       | 5 dílů                                                          |
| 1999       | Kdo seje vítr                      | Bertram Cates                 | TV film                                                         |
| 2000–2001  | The $treet                         | Jack T. Kenderson             | 12 dílů                                                         |
| 2001–2002  | Philly                             | Will Froman                   | 22 dílů                                                         |
| 2002–2003  | Do Over                            | dospělý Joel Larsen (hlas)    | 13 dílů                                                         |
| 2002–2003  | Pohotovost                         | Eric Wyczenski                | 8 dílů                                                          |
| 2003       | Will a Grace                       | Alex                          | díl: „Karen versus Candice“                                     |
| 2004       | Justice League Unlimited           | Booster Gold (hlas)           | díl: „The Greatest Story Never Told“                            |
| 2004       | Vánoční koleda pana Karrolla       | Allen Karroll                 | TV film                                                         |
| 2005       | Stacked                            | Gavin P. Miller               | díl: „Unaired Pilot“                                            |
| 2006       | Saved                              | Wyatt Cole                    | 13 dílů                                                         |
| 2008       | Cashmere Mafia                     | Jack Cutting                  | 3 díly                                                          |
| 2008       | Zákon gangu                        | Rosen                         | 3 díly                                                          |
| 2008–2009  | Zákon a pořádek                    | guvernér Donald Shalvoy       | 4 díly                                                          |
| 2009       | Batman: Odvážný hrdina             | Booster Gold (hlas)           | 8 dílů                                                          |
| 2009–2013  | Policajti z L. A.                  | detektiv Russell Clarke       | 17 dílů                                                         |
| 2010       | The Devil's Teardrop               | Parker Kincaid                | TV film                                                         |
| 2011       | Bad Mom                            | Ted Lacey                     | TV film                                                         |
| 2012       | GCB                                | Andrew Remington              | 3 díly                                                          |
| 2013       | Independence Daysaster             | Sam Garsette                  | TV film                                                         |
| 2013       | Bloodline                          | Dr. Christopher Benson        | TV film                                                         |
| 2014       | Love Finds You in Sugarcreek, Ohio | Joe Matthews / Micah Matthias | TV film                                                         |
| 2014       | Kráska a zvíře                     | Sam Landon                    | 5 dílů                                                          |
| 2014       | Z Nation                           | Charles Garnett               | 6 dílů                                                          |
| 2015       | Vražedná práva                     | Father Andrew Crawford        | díl: „The Night Lila Died“                                      |
| 2015       | Myšlenky zločince                  | Greg Sullivan                 | díl: „Beyond Borders“                                           |
| 2015–2016  | Scream                             | Kevin Duval                   | 6 dílů                                                          |
| 2015–2016  | Království                         | William Cecil                 | 6 dílů                                                          |
| 2016, 2018 | Sherlock Holmes: Jak prosté        | Henry Baskerville             | díly: „Vlk baskervillský“ a „The Visions of Norman P. Horowitz“ |
| 2016       | Sister Cities                      | Barton Brady                  | TV film                                                         |
| 2017–2018  | Proč? 13x proto                    | Pan Down                      | vedlejší role, 8 dílů                                           |
| 2017       | Christmas Connection               | Jonathan Murphy               | TV film                                                         |
| 2017–2019  | I'm Sorry                          | Mike Warren                   | hlavní role, 20 dílů                                            |
| 2019       | God Friended Me                    | Paul Levine                   | díl: „Prophet and Loss“                                         |
| 2020       | Můj kamarád Hajzlík                | Marvin Ferris                 | hlavní role,                                                    |
| 2020       | Council of Dads                    | Scott Perrry                  | hostující role,                                                 |

### Videohry
| Rok  | Název                                          | Role         |
| ---- | ---------------------------------------------- | ------------ |
| 2004 | Call of Duty: Finest Hour                      |              |
| 2010 | Batman: The Brave and the Bold – The Videogame | Booster Gold |